# Дујак
Дујак (алб. Dujakë) је насељено место у општини Ђаковица, на Косову и Метохији. Према попису становништва из 2011. у насељу је живело 715 становника.

## Становништво
Према попису из 2011. године, Дујак има следећи етнички састав становништва:
| Националност | 2011.        |
| Албанци      | 715 (100,0%) |
| Укупно       | 715          |

| Демографија | Демографија | Демографија |
| Година      | Становника  | Становника  |
| ----------- | ----------- | ----------- |
| 1948.       | 501         |             |
| 1953.       | 562         |             |
| 1961.       | 631         |             |
| 1971.       | 831         |             |
| 1981.       | 1.143       |             |
| 1991.       | 1.319       |             |
| 2011.       | 715         |             |